# Avesnes-Chaussoy
Avesnes-Chaussoy är en kommun i departementet Somme i regionen Hauts-de-France i norra Frankrike. Kommunen ligger i kantonen Oisemont som tillhör arrondissementet Abbeville. År 2022 hade Avesnes-Chaussoy 66 invånare.

## Befolkningsutveckling
Antalet invånare i kommunen Avesnes-Chaussoy
| Referens: INSEE |